# Olympische Sommerspiele 1984/Teilnehmer (Paraguay)
| Gelbes Symbol für Goldmedaillen mit stilisierten Olympischen Ringen | Graues Symbol für Silbermedaillen mit stilisierten Olympischen Ringen | Braundes Symbol für Bronzemedaillen mit stilisierten Olympischen Ringen |
| ------------------------------------------------------------------- | --------------------------------------------------------------------- | ----------------------------------------------------------------------- |
| —                                                                   | —                                                                     | —                                                                       |

Paraguay nahm an den Olympischen Sommerspielen 1984 in Los Angeles, USA, mit einer Delegation von 14 Sportlern (allesamt Männer) teil.

## Teilnehmer nach Sportarten

### Boxen
- Oppe Pinto
Fliegengewicht: 9. Platz

- Perfecto Bobadilla
Halbmittelgewicht: 17. Platz

### Judo
- Max Narváez
Halbleichtgewicht: 20. Platz

### Leichtathletik
- Francisco Figueredo
800 Meter: Vorläufe

- Ramón López
5000 Meter: Vorläufe
10.000 Meter: Vorläufe
3000 Meter Hindernis: Vorläufe

- Nicolás Chaparro
110 Meter Hürden: Vorläufe
400 Meter Hürden: Vorläufe

- Oscar Diesel
Weitsprung: 28. Platz in der Qualifikation
Dreisprung: 28. Platz in der Qualifikation

- Claudio Escauriza
Zehnkampf: 22. Platz

### Schießen
- William Wilka
Schnellfeuerpistole: 46. Platz

- Alfredo Coello
Schnellfeuerpistole: 54. Platz

- Olegario Farrés
Trap: 67. Platz

- Osvaldo Farrés
Trap: 68. Platz

- Vicente Bergues
Skeet: 61. Platz

- Ricardo Tellechea
Skeet: 67. Platz